# Amphilius cryptobullatus
Amphilius cryptobullatus es una especie de pez de la familia Amphiliidae en el orden de los Siluriformes.

## Morfología
Los machos pueden llegar alcanzar los 13,5 cm de longitud total.

## Distribución geográfica
Se encuentran en África: cuenca del río Congo en Zambia.